# Britt Swartley
Britt Swartley (* 3. August 1971 in Lansdale) ist ein ehemaliger US-amerikanischer Freestyle-Skier. Er war auf die Disziplin Aerials (Springen) spezialisiert.

## Werdegang
Swartley startete zunächst von 1989 bis 1991 im Freestyle-Skiing-Weltcup in der Disziplin Skiballett und ab der Saison 1991/92 in der Disziplin Aerials. In der Saison 1992/93 erreichte er im Weltcup seine ersten Top-Zehn-Platzierungen und zum Saisonende den 15. Platz im Aerials-Weltcup. Beim Saisonhöhepunkt, den Weltmeisterschaften 1993 in Altenmarkt-Zauchensee, sprang er auf den 25. Platz. In der Saison 1994/95 kam er mit drei Top-Zehn-Platzierungen auf den 31. Platz im Gesamtweltcup sowie auf den zehnten Rang im Aerials-Weltcup und errang zudem bei den Weltmeisterschaften 1995 in La Clusaz den 22. Platz. In der folgenden Saison erreichte er in Mont-Tremblant seine erste Podestplatzierung im Weltcup sowie den 15. Platz im Aerials-Weltcup und in der Saison 1996/97 mit sechs Top-Zehn-Ergebnissen den 28. Platz im Gesamtweltcup sowie den sechsten Rang im Aerials-Weltcup. Nach Platz sieben beim ersten Weltcup der Saison 1997/98 in Mount Buller, kam er dort tags darauf auf den zweiten Platz und holte in Tignes seinen ersten Weltcupsieg. Es folgten sechs weitere Platzierungen unter den ersten Zehn, darunter Platz drei in Mont-Tremblant sowie Rang zwei in Altenmarkt-Zauchensee und wurde damit Achter im Gesamtweltcup sowie Dritter im Aerials-Weltcup. Beim Saisonhöhepunkt, den Olympischen Winterspielen 1998 in Nagano, belegte er den fünften Platz. 
In der Saison 1998/99 nahm Swartley an vier Weltcups teil. Dabei siegte er in Altenmarkt-Zauchensee und errang in Mont-Tremblant den dritten Platz. Zudem wurde er bei den Weltmeisterschaften 1999 in Meiringen-Hasliberg Neunter und belegte zum Saisonende den vierten Platz im Gesamtweltcup sowie erneut den dritten Rang im Aerials-Weltcup. In der folgenden Saison kam er im Deer Valley mit dem dritten Platz letztmals im Weltcup aufs Podest und erreichte mit fünf Top-Zehn-Platzierungen den 16. Platz im Gesamtweltcup sowie den neunten Rang im Aerials-Weltcup. In seinen beiden letzten Saisons nahm er nur an wenigen Weltcups teil und belegte in der Saison 2000/01 den 19. Platz im Aerials-Weltcup und in der Saison 2001/02 den 18. Platz im Gesamtweltcup sowie den 11. Rang im Aerials-Weltcup.

## Erfolge

### Olympische Spiele
- 1998 Nagano: 5. Platz Aerials

### Weltmeisterschaften
- 1993 Altenmarkt-Zauchensee: 25. Platz Aerials
- 1995 La Clusaz: 22. Platz Aerials
- 1999 Meiringen-Hasliberg: 9. Platz Aerials

### Weltcupsiege
Swartley nahm an 86 Weltcups teil und erreichte 36 Top-Zehn-Platzierungen sowie acht Podestplatzierungen.
| Datum             | Ort                   | Land       | Disziplin |
| ----------------- | --------------------- | ---------- | --------- |
| 12. Dezember 1997 | Tignes                | Frankreich | Aerials   |
| 9. Februar 1999   | Altenmarkt-Zauchensee | Österreich | Aerials   |

### Weltcupwertungen
| Saison    | Gesamt | Gesamt | Aerials | Aerials |
| Saison    | Punkte | Platz  | Punkte  | Platz   |
| --------- | ------ | ------ | ------- | ------- |
| 1992/93   | 50     | 46.    | 300     | 15.     |
| 1993/94   | 20     | 79.    | 160     | 29.     |
| 1994/95   | 62     | 31.    | 496     | 10.     |
| 1995/96   | 56     | 38.    | 500     | 15.     |
| 1996/97   | 64     | 28.    | 572     | 6.      |
| 1997/98   | 89     | 8.     | 624     | 3.      |
| 1998/99   | 89     | 4.     | 268     | 3.      |
| 1999/2000 | 75     | 16.    | 376     | 9.      |
| 2000/01   | 41     | 39.    | 164     | 19.     |
| 2001/02   | 63     | 18.    | 252     | 11.     |